# Athyrium clarkei
Athyrium clarkei är en majbräkenväxtart som beskrevs av Richard Henry Beddome. Athyrium clarkei ingår i släktet Athyrium och familjen Athyriaceae. Inga underarter finns listade.